# TR (DM Command)
TR（TO_RIGHTT）とは、アポロコンピュータ社のコンピュータに搭載されていたウィンドウシステム（ディスプレイマネージャ）で利用できた、制御コマンド『DMコマンド』の一つ。

## 概要
TR コマンドは、カーソルを現在行の最後尾に移動する．

## 利用法
TR コマンドはカーソルを現在行の最後尾まで右に移動する．デフォルトでは右向きの棒付き矢印キーが TR コマンドを呼出す．
TR は引数やオプションを必要としない．